# Корп (Изер)
Кор (фр. Corps) — коммуна во Франции, находится в регионе Рона — Альпы. Департамент коммуны — Изер. Входит в состав кантона Матезин-Триев. Округ коммуны — Гренобль.
Код INSEE коммуны — 38128. Население коммуны на 1999 год составляло 453 человека. Населённый пункт находится на высоте от 639 до 1 840 метров над уровнем моря. Муниципалитет расположен на расстоянии около 530 км юго-восточнее Парижа, 140 км юго-восточнее Лиона, 45 км юго-восточнее Гренобля. Мэр коммуны — Magali Francou-Carron, мандат действует на протяжении 2005—2008 гг.
Динамика населения (INSEE):

## Города-побратимы
- Плуэк-дю-Триё, Франция